# Décret de Thémistocle
Le « décret de Thémistocle » (ou inscription de Trézène) est une ancienne inscription grecque, trouvée à Trézène. Elle indique la stratégie grecque dans les guerres médiques, censée avoir été publiée par l'ecclésia sous la direction de Thémistocle.
Depuis la publication de son contenu en 1960, l'authenticité du décret a fait l'objet de nombreux débats académiques. Le décret contredit les interprétations savantes modernes du récit d'Hérodote sur l'évacuation de l'Attique en 480 av. J.-C. dans lequel il est indiqué que l'évacuation était une mesure d'urgence prise seulement après que l'armée du Péloponnèse ne réussie pas à avancer en Béotie pour combattre les Perses. Si le décret est authentique, l'abandon de l'Attique faisait partie d'une stratégie réfléchie visant à entraîner les Perses dans des combats navals au cap Artémision ou à Salamine.
La pierre est conservée au musée national archéologique d'Athènes.